# Mongolicosa mongolensis
Mongolicosa mongolensis är en spindelart som beskrevs av Marusik, Azarkina och Koponen 2004. Mongolicosa mongolensis ingår i släktet Mongolicosa och familjen vargspindlar.
Artens utbredningsområde är Mongoliet. Inga underarter finns listade i Catalogue of Life.